# Anna de Bretanya
Anne de Bretagne (Nantes, 25 de gener de 1477 - Blois, 9 de gener de 1514) fou dos cops reina de França i duquessa de Bretanya de 1488 a 1491 i, un altre cop, de 1498 fins a la seva mort, provocada per una litiasi renal el 1514. Pels seus matrimonis obtingué els títols d'arxiduquessa d'Àustria i emperadriu dels romans (1490-1491), després reina de França (1491-1498) i reina de Sicília i de Jerusalem en dret; més tard, novament reina de França (1499-1514) i duquessa de Milà. Anna fou la cosina de la reina Anna de Candale, reina consort d'Hongria.
Era la filla de Francesc II de Bretanya (1435-1488), duc sobirà de Bretanya, i de la seva segona esposa Margarida de Foix (vers 1449-1486), princesa de Navarra.
És una peça central en les lluites d'influència que portaran, després de la seva mort, a la unió de Bretanya a França. Ha estat igualment mantinguda en la memòria bretona com un personatge preocupat per defensar el ducat de cara a l'apetit dels seus veïns.

## Infància

Escut d'armes d'Anna de Bretanya.

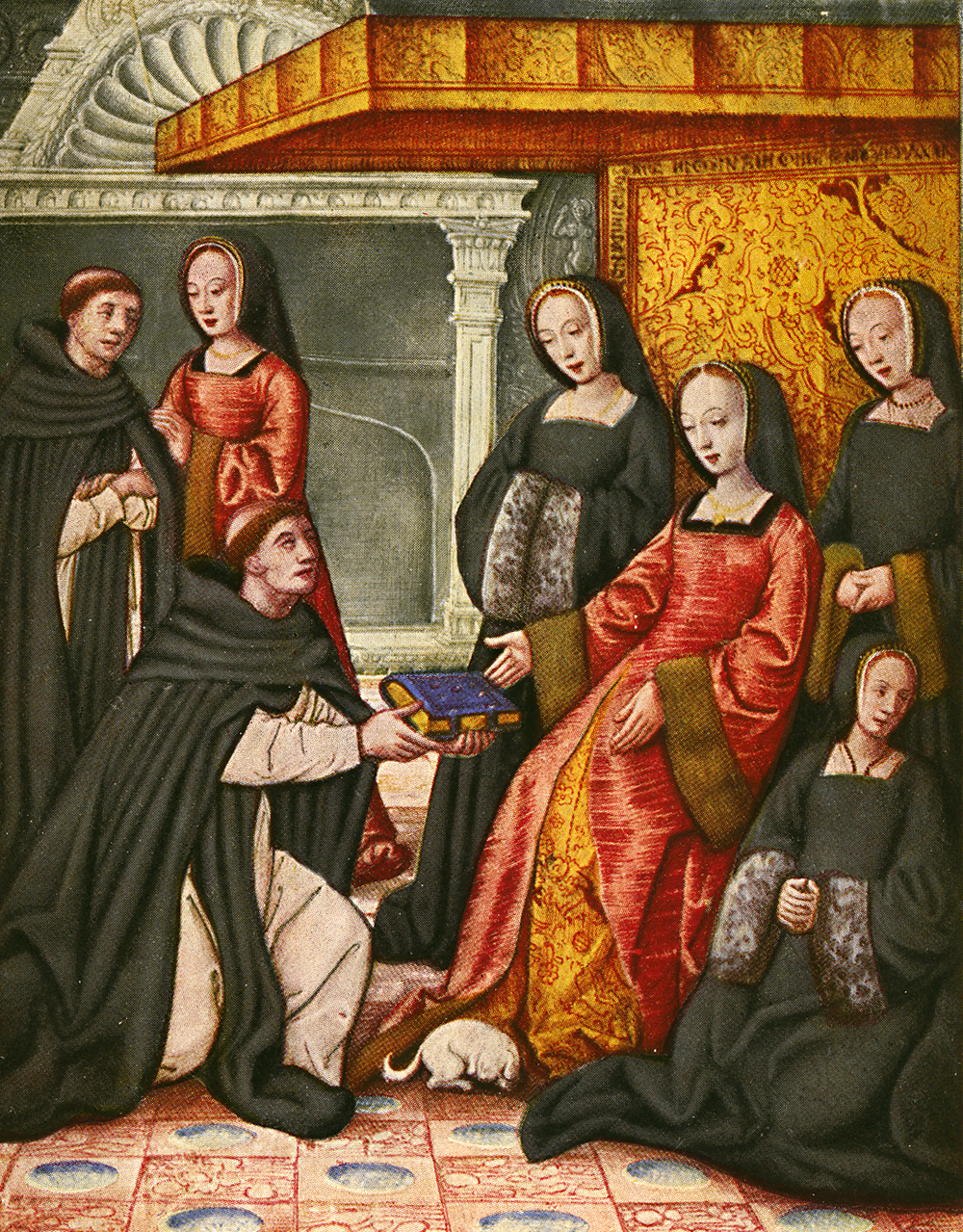
Anna de Bretanya, miniatura de Jean Pérreal, 1508

### Educació
Anna de Bretanya va néixer el 25 de gener de 1477 (o el 25 de gener de 1476 del calendari antic) al castell dels ducs de Bretanya a Nantes.
De l'educació d'Anna de Bretanya es conserven pocs rastres. És probable que rebés l'educació pròpia d'una jove noble del seu temps: aprengué a llegir i a escriure en francès i potser una mica de llatí. Contràriament al que es diu de vegades, és poc probable que conegués el grec o l'hebreu. Fou criada per una majordoma: Francesca de Dinan, comtessa de Laval. El seu mestre fou el poeta Joan Meschinot (de 1488 a la mort d'aquest el 1491) i li hauria ensenyat potser el ball, el cant i la música.

### Hereva de Bretanya
En aquest període la llei successòria era imprecisa, establerta principalment pel primer Tractat de Guérande del 1365 per Joan IV. Aquest preveia la successió de mascle en mascle en la família dels Montfort en prioritat; després en la de Penthièvre. En efecte, dels costat dels Montfort, no quedava més que Anna (i després Isabel) i dels costat dels Blois-Penthièvre, Nicolasa de Penthièvre. Ara bé el 1480, Lluís XI de França va comprar els drets de la família de Penthièvre per 50.000 escuts. Anna de Beaujeu va confirmar aquesta venda el 1485, a la mort de Joan de Brosse, marit de Nicolasa de Penthièvre.
Per a la successió del duc Francesc II, la manca d'un hereu mascle amenaçava de submergir Bretanya en una crisi dinàstica i fins i tot, amb veure passar el ducat directament al domini reial. Francesc II estava en rebel·lió contra el rei de França i va decidir fer reconèixer la seva filla com a hereva dels Estats de Bretanya malgrat el Tractat de Guérande. Això tingué lloc el 1486 i va créixer l'oposició al duc dins el ducat, la competència de pretendents al matrimoni amb Anna de Bretanya i descontent al cercle del rei de França.

### Esposalles
Casant la seva filla, Francesc II pensava reforçar la seva posició contra el rei de França. La perspectiva d'ajuntar el ducat al seu domini va permetre de manera successiva obtenir l'aliança de diversos prínceps d'Europa:
- Va ser promesa, en principi i oficialment el 1481, amb el príncep de Gal·les Eduard, fill del rei Eduard IV d'Anglaterra. A la mort del seu pare, va ser breument rei (en títol) sota el nom d'Eduard V d'Anglaterra i va desaparèixer poc després (mort probablement el 1483).
- Enric VII d'Anglaterra, (1457-1485-1509), llavors detingut a Bretanya, però aquest matrimoni no li interessava.
- Maximilià I d'Àustria, rei dels romans, futur emperador (1449-1508-1519), vidu de Maria de Borgonya, hereva de Carles el Temerari.
- Alan d'Albret, fill de Caterine de Rohan, espòs de Francesca de Blois-Penthièvre (doncs hereu possible), cosí i aliat de Francesc II.
- Lluís XII de França, duc d'Orleans, cosí germà del rei Carles VIII de França i futur rei Lluís XII (1462-1498-1515), però ja estava casat amb Joana de França.
- Joan IV de Chalon-Arlay, príncep d'Orange (1443-1502), nebot de Francesc II (net de Ricard d'Étampes) i hereu presumpte del ducat després d'Anna i Isabel.

El vescomte Joan II de Rohan, altre hereu presumpte, va proposar amb el suport del mariscal de Rieux, el doble matrimoni dels seus fills Francesc i Joan amb Anna i la seva germana Isabel, però Francesc II s'hi va oposar.

### Matrimonis
El 1488, la derrota dels exèrcits de Francesc II a Saint-Aubin-du-Cormier, que va decidir la guerra boja, el va obligar a acceptar el tractat del Verger del qual una clàusula estipulava que les filles de Francesc II no es podrien casar sense l'assentiment del rei de França.
A la mort de Francesc II, s'obre un nou període de crisi que porta a una última guerra franco-bretona. A Rennes el 19 de desembre de 1490 Anna, ja duquessa, es va casar en primeres noces i indirectament amb el futur emperador Maximilià I, llavors titulat rei dels Romans. Així va ser reina, conforme a la política del seu pare. Tanmateix, aquest matrimoni fou una greu provocació respecte al camp francès: violava el tractat del Verger, introduïa un enemic del rei de França a Bretanya, allò que la seva política sempre havia intentat evitar als segles xiv i xv. A més fou decidit en el mal moment: els aliats de Bretanya estaven ocupats en un altre front: (seu de Granada el rei de Catalunya-Aragó, i successió d'Hongria Maximilià d'Àustria). Anna va establír els Estats Generals Bretons, encarregats dels ordenaments i d'impartir justícia, i la Cambra de Comptes, controlada pel Tresorer, amb seu a Nantes, però aquesta vila fou entregada després al rei francès pel senyor d'Albret. França va exigir el trencament de les esposalles i, davant la negativa, els francesos van envair Bretanya.
Tot i els reforços anglesos i catalans-castellans vinguts a sostenir les tropes ducals, la primavera de 1491 va veure nous èxits de La Trémoille (ja vencedor a Saint-Aubin-du-Cormier), i, proclamant-se hereu, Carles VIII de França va posar setge davant Rennes (6 de desembre de 1491) on es trobava Anna, per tal que renunciés a aquest matrimoni amb l'enemic del regne de França.
Després d'un setge, sense assistència i no tenint ja cap esperança de resistir, la ciutat es va rendir. Havent refusat Anna totes les proposicions de matrimoni amb prínceps francesos, les esposalles amb Carles VIII foren celebrades a la capella dels Jacobins de Rennes. Després Anna de Bretanya va anar, escortada del seu exèrcit (i per tant lliure, el que era important per a la legitimitat del matrimoni i del lligament de Bretanya) fins a Langeais pel matrimoni dels dos promesos. Àustria combatrà d'ara endavant sobre el terreny diplomàtic (sobretot davant la Santa Seu), sostenint que la duquessa vençuda ha estat presa pel rei de França i que la seva descendència és doncs il·legítima.

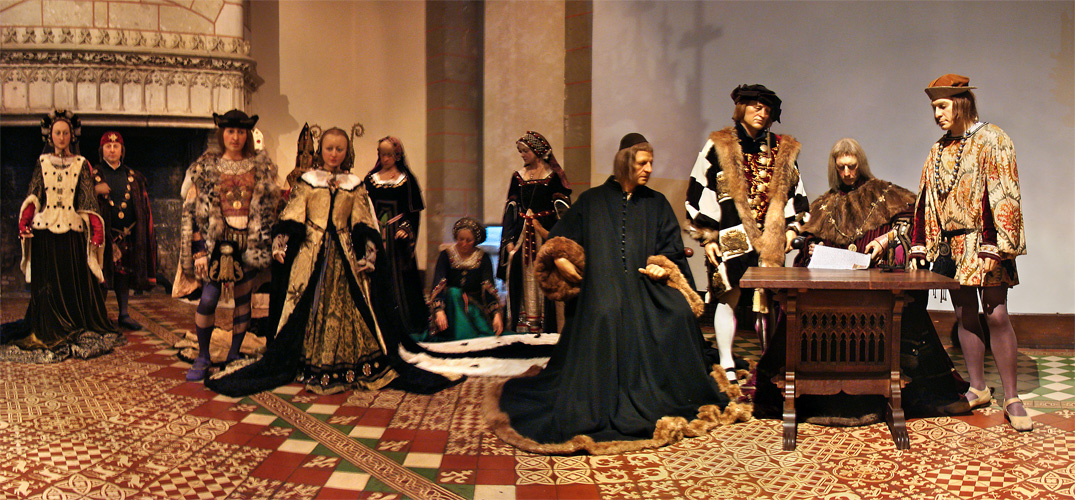
Matrimoni amb Carles VIII al Castell de Langeais

El 6 de desembre de 1491, Anna es va casar oficialment al castell de Langeais amb rei de França Carles VIII. Aquest matrimoni fou conclòs amb urgència, i validat després pel papa Innocenci VIII el 15 de febrer de 1492) que es va decidir a adreçar al tribunal de França l'acte d'anul·lació antedatat del matrimoni indirecte d'Anna amb Maximilià, considerat com que mai havia existit. Els esposos es van intercanviar pel contracte de matrimoni els seus drets sobre Bretanya; el contracte comprenia igualment una clàusula de donació mútua a l'últim viu. En cas d'absència d'hereu mascle, es va reconèixer que no es podria casar més que amb el successor de Carles VIII. D'aquesta unió naixeren sis fills tots ells morts sent infants.

## Reina de França

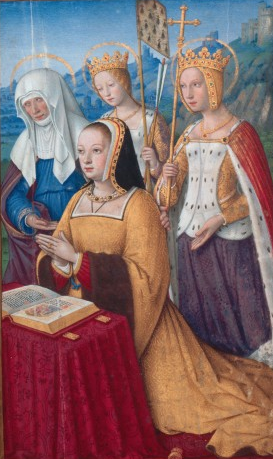
La duquessa Anna pregant
Miniature a "Les Grandes Heures d'Anne de Bretagne".

Blasó d'Anna, Reina de França.

Pel matrimoni de 1491, Anna de Bretanya fou reina de França. El seu contracte de matrimoni precisa que fou ajustat per assegurar la pau entre el ducat de Bretanya i el regne de França. Feia de Carles VIII el seu procurador perpetu. El 8 de febrer de 1492, Anna fou coronada i consagrada com a reina de França a Saint-Denis. El seu espòs li va prohibir portar el títol de duquessa de Bretanya.
Passava molt temps embarassada (amb un fill cada catorze mesos de mitjana). En el moment de les guerres d'Itàlia, la regència fou atribuïda a Anna de Beaujeu, que ja havia tingut aquest paper de 1483 a 1491. Anna de Bretagne era encara jove, i la seva cunyada en sospitava. No va tenir més que un paper reduït tant a França com a Bretanya i va haver d'acceptar de vegades ser separada dels seus fills de baixa edat. Anna visqué essencialment als castells reials d'Amboise, de Loches i del Plessis o a les ciutats de Lió, Grenoble o Molins (quan el rei era a Itàlia). A Amboise, Carles VIII fa fer construccions, mentre que ella residia al costat, al Clos Lucé, futura casa de Leonardo da Vinci, creador de la Gioconda, on tenia la seva petita capella.
Fou reina de Sicília i de Jerusalem en el moment de la conquesta de Nàpols per Carles VIII.
Des de la mort de Carles VIII va reprendre la direcció de l'administració del ducat de Bretanya restaura sobretot la cancelleria de Bretanya en benefici del fidel Filip de Montauban, anomena tinent general de Bretanya al seu hereu Joan de Chalon, convoca els Estats de Bretanya, i emet una encunyació de moneda al seu nom.
Entre els poetes de la cort, cal esmentar l'humanista italià Fauste Andrelin de Forlì.

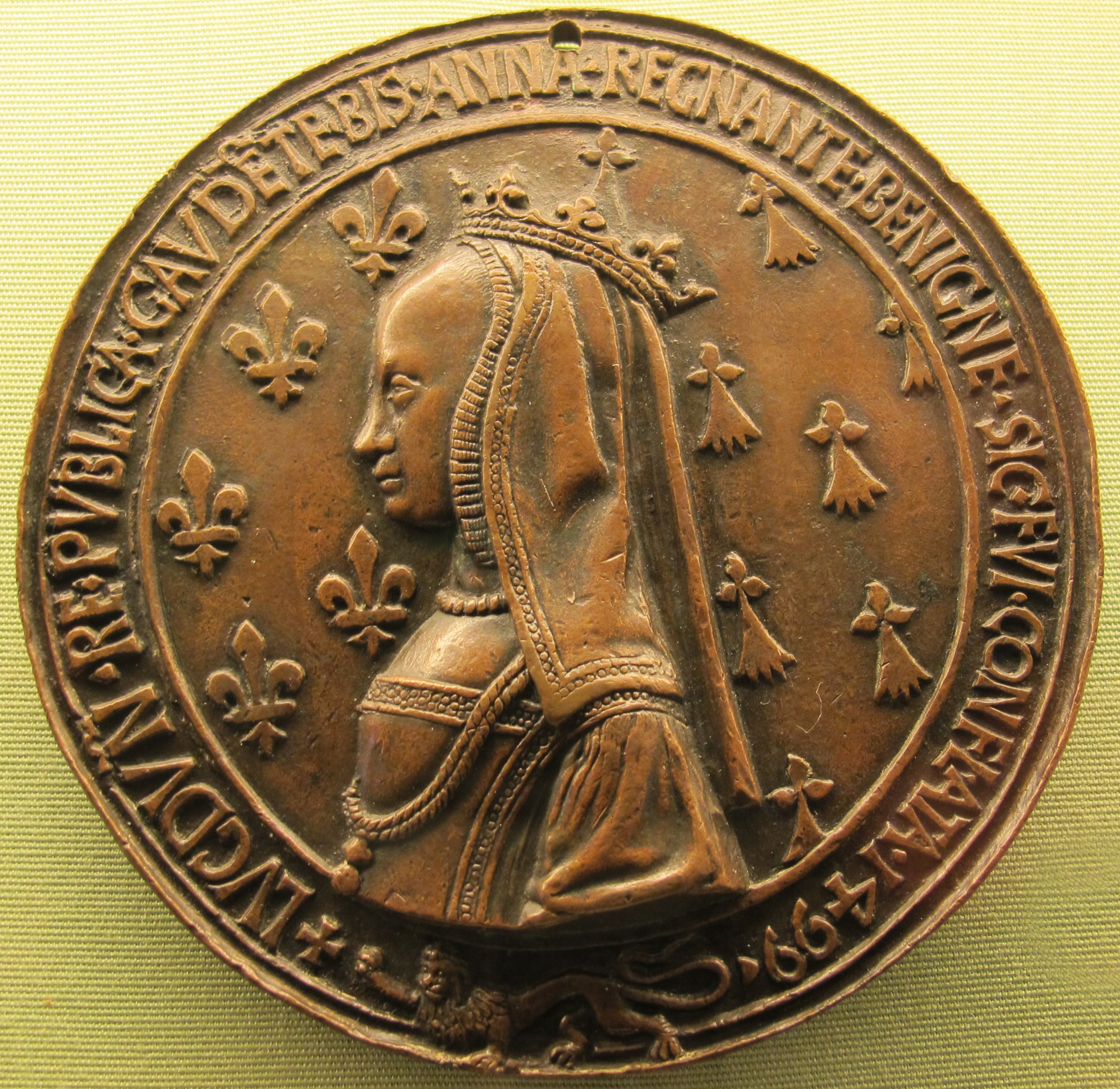
medalla d'Anna de Bretanya realitzada pel seu pas per Lió el 1499

Tres dies després de la mort del seu espòs, el principi del matrimoni amb Lluís XII de França fou assegurat amb la condició que Lluís obtingués l'anul·lació del seu matrimoni abans d'un any. Tornà per primera vegada a Bretanya l'octubre de 1498, després d'haver intercanviat una promesa de matrimoni amb Lluís XII a Étampes el 19 d'agost, alguns dies abans del començament del procés d'anul·lació de la unió entre Lluís XII i Joana de França.
El contracte del seu tercer matrimoni, el 1499, fou acordat en condicions radicalment diferents del segon. A la nena vençuda havia succeït una jove reina vídua i duquessa sobirana d'ara endavant incontestada, davant qui l'espòs era un ancià aliat, amic i pretendent. Contràriament a les disposicions del contracte de matrimoni amb Carles VIII, el nou li reconeix la integritat dels drets sobre Bretanya com a única hereva del ducat i el títol de duquessa de Bretanya. Per contra, el poder reial a Bretanya serà exercitat per Lluís XII, que prengué llavors el títol de duc consort, encara que les decisions eren preses en nom de la duquessa. Anna va viure a Blois on la presència de la duquessa de Bretanya és arreu testimoniada. Va fer edificar la tomba dels seus pares a la catedral de Nantes (on el seu cor tornarà igualment segons les seves últimes voluntats) amb els símbols de les 4 virtuts: prudència, força, temprança i justícia, que sempre va intentar exercir. Tots els artistes italians foren apreciats per aquesta reina cada vegada més culta. Durant la malaltia de Lluís XII va fer el seu Tro Breizh (Volta de Bretanya) i els bretons li van demanar de mantenir tot el temps possible els impostos només sobre els estats, les concessions sobre els països i els judicis igualment sobre els països.
La seva filla Clàudia de França, hereva del ducat, fou promesa amb Carles de Luxemburg (després Carles V) el 1501, per facilitar la conducció de la tercera guerra d'itàlia reforçant així l'aliança amb els castellans, i per convenir al propòsit d'Anna el fer-la casar amb el net del seu primer marit Maximilià d'Àustria. Aquest contracte de matrimoni fou signat el 10 d'agost de 1501 a Lió per François de Busleyden, arquebisbe de Besançon, Guillem de Cro, Nicolau de Rutter i Pere Lesseman, els ambaixadors del rei Felip el Bell de Castella, pare de Carles de Luxemburg. Les esposalles foren anul·lades quan l'absència d'un delfí, que hauria heretat Bretanya, feia témer un encerclament més complet del regne. És d'ara endavant al futur Francesc I de França que la seva filla fou promesa. Anna refusarà fins al final aquest matrimoni, que tindrà lloc quatre mesos després de la seva mort, i intentarà tornar a l'aliança matrimonial amb el futur Carles V. És en aquest moment que començarà la seva «volta de Bretanya», visitant molts llocs que mai no havia pogut freqüentar durant la infantesa i joventut. Els seus vassalls la van rebre de manera fastuosa i es va fer conèixer del poble en ocasió de festivitats, de pelegrinatges i d'entrades triomfals a les ciutats del ducat.

## Genealogia

### Ascendència
| Joan IV (1339-1345-1399)          | Joan IV (1339-1345-1399)          | Joan IV (1339-1345-1399)           | Joan IV (1339-1345-1399)           | Joan IV (1339-1345-1399)           | Joan IV (1339-1345-1399)           |                                    |                                    | Joana de Navarra (1370-1437)  | Joana de Navarra (1370-1437)  | Joana de Navarra (1370-1437)  | Joana de Navarra (1370-1437)  | Joana de Navarra (1370-1437)  | Joana de Navarra (1370-1437)  |                              |                              |  |  |                                |                                |                                |                                |                                |                                |                           |                           |                           |                           |                    |                    |                    |                    |
| Joan IV (1339-1345-1399)          | Joan IV (1339-1345-1399)          | Joan IV (1339-1345-1399)           | Joan IV (1339-1345-1399)           | Joan IV (1339-1345-1399)           | Joan IV (1339-1345-1399)           |                                    |                                    | Joana de Navarra (1370-1437)  | Joana de Navarra (1370-1437)  | Joana de Navarra (1370-1437)  | Joana de Navarra (1370-1437)  | Joana de Navarra (1370-1437)  | Joana de Navarra (1370-1437)  |                              |                              |  |  |                                |                                |                                |                                |                                |                                |                           |                           |                           |                           |                    |                    |                    |                    |
|                                   |                                   |                                    |                                    |                                    |                                    |                                    |                                    |                               |                               |                               |                               |                               |                               |                              |                              |  |  |                                |                                |                                |                                |                                |                                |                           |                           |                           |                           |                    |                    |                    |                    |
|                                   |                                   | Ricard (1395-1438) Comte d'Étampes | Ricard (1395-1438) Comte d'Étampes | Ricard (1395-1438) Comte d'Étampes | Ricard (1395-1438) Comte d'Étampes | Ricard (1395-1438) Comte d'Étampes | Ricard (1395-1438) Comte d'Étampes |                               |                               | Margarida d'Orleans           | Margarida d'Orleans           | Margarida d'Orleans           | Margarida d'Orleans           | Margarida d'Orleans          | Margarida d'Orleans          |  |  | Gastó IV de Foix-Béarn         | Gastó IV de Foix-Béarn         | Gastó IV de Foix-Béarn         | Gastó IV de Foix-Béarn         | Gastó IV de Foix-Béarn         | Gastó IV de Foix-Béarn         |                           |                           | Elionor de Navarra        | Elionor de Navarra        | Elionor de Navarra | Elionor de Navarra | Elionor de Navarra | Elionor de Navarra |
|                                   |                                   | Ricard (1395-1438) Comte d'Étampes | Ricard (1395-1438) Comte d'Étampes | Ricard (1395-1438) Comte d'Étampes | Ricard (1395-1438) Comte d'Étampes | Ricard (1395-1438) Comte d'Étampes | Ricard (1395-1438) Comte d'Étampes |                               |                               | Margarida d'Orleans           | Margarida d'Orleans           | Margarida d'Orleans           | Margarida d'Orleans           | Margarida d'Orleans          | Margarida d'Orleans          |  |  | Gastó IV de Foix-Béarn         | Gastó IV de Foix-Béarn         | Gastó IV de Foix-Béarn         | Gastó IV de Foix-Béarn         | Gastó IV de Foix-Béarn         | Gastó IV de Foix-Béarn         |                           |                           | Elionor de Navarra        | Elionor de Navarra        | Elionor de Navarra | Elionor de Navarra | Elionor de Navarra | Elionor de Navarra |
|                                   |                                   |                                    |                                    |                                    |                                    |                                    |                                    |                               |                               |                               |                               |                               |                               |                              |                              |  |  |                                |                                |                                |                                |                                |                                |                           |                           |                           |                           |                    |                    |                    |                    |
|                                   |                                   |                                    |                                    |                                    |                                    |                                    |                                    |                               |                               |                               |                               |                               |                               |                              |                              |  |  |                                |                                |                                |                                |                                |                                |                           |                           |                           |                           |                    |                    |                    |                    |
| Margarida de Bretanya (1443-1469) | Margarida de Bretanya (1443-1469) | Margarida de Bretanya (1443-1469)  | Margarida de Bretanya (1443-1469)  | Margarida de Bretanya (1443-1469)  | Margarida de Bretanya (1443-1469)  |                                    |                                    | Francescc II (1433-1458-1488) | Francescc II (1433-1458-1488) | Francescc II (1433-1458-1488) | Francescc II (1433-1458-1488) | Francescc II (1433-1458-1488) | Francescc II (1433-1458-1488) |                              |                              |  |  |                                |                                |                                |                                | Margarida de Foix (-1486)      | Margarida de Foix (-1486)      | Margarida de Foix (-1486) | Margarida de Foix (-1486) | Margarida de Foix (-1486) | Margarida de Foix (-1486) |                    |                    |                    |                    |
| Margarida de Bretanya (1443-1469) | Margarida de Bretanya (1443-1469) | Margarida de Bretanya (1443-1469)  | Margarida de Bretanya (1443-1469)  | Margarida de Bretanya (1443-1469)  | Margarida de Bretanya (1443-1469)  |                                    |                                    | Francescc II (1433-1458-1488) | Francescc II (1433-1458-1488) | Francescc II (1433-1458-1488) | Francescc II (1433-1458-1488) | Francescc II (1433-1458-1488) | Francescc II (1433-1458-1488) |                              |                              |  |  |                                |                                |                                |                                | Margarida de Foix (-1486)      | Margarida de Foix (-1486)      | Margarida de Foix (-1486) | Margarida de Foix (-1486) | Margarida de Foix (-1486) | Margarida de Foix (-1486) |                    |                    |                    |                    |
|                                   |                                   |                                    |                                    |                                    |                                    |                                    |                                    |                               |                               |                               |                               |                               |                               |                              |                              |  |  |                                |                                |                                |                                |                                |                                |                           |                           |                           |                           |                    |                    |                    |                    |
|                                   |                                   |                                    |                                    |                                    |                                    |                                    |                                    |                               |                               |                               |                               |                               |                               |                              |                              |  |  |                                |                                |                                |                                |                                |                                |                           |                           |                           |                           |                    |                    |                    |                    |
|                                   |                                   | Joan de Chalon (1443-1502)         | Joan de Chalon (1443-1502)         | Joan de Chalon (1443-1502)         | Joan de Chalon (1443-1502)         | Joan de Chalon (1443-1502)         | Joan de Chalon (1443-1502)         |                               |                               | Anna de Bretanya (1477-1514)  | Anna de Bretanya (1477-1514)  | Anna de Bretanya (1477-1514)  | Anna de Bretanya (1477-1514)  | Anna de Bretanya (1477-1514) | Anna de Bretanya (1477-1514) |  |  | Isabel de Bretanya (1478-1490) | Isabel de Bretanya (1478-1490) | Isabel de Bretanya (1478-1490) | Isabel de Bretanya (1478-1490) | Isabel de Bretanya (1478-1490) | Isabel de Bretanya (1478-1490) |                           |                           |                           |                           |                    |                    |                    |                    |

### Descendència

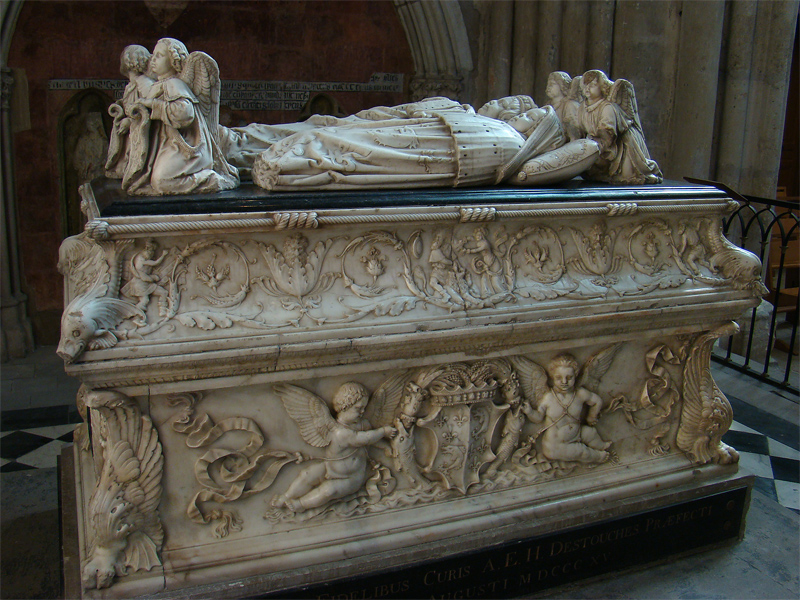
Tomba de Carles-Orland i Carles, a la catedral Saint-Gatien de Tous.

Del seu matrimoni amb Carles VIII va tenir:
- Carles-Orland de França (1492 - 1495), mort de xarampió als 3 anys.
- Carles de França (1496 + 1496)
- Francesc de França (1497 - 1498)
- Anna (1498 +1498)
- Dos fills més nascuts morts (1493 i 1494)

Dels vuit fills procedents del seu segon matrimoni (amb Lluís XII), només van sobreviure:
- Clàudia de França (1499-1524), duquessa de Bretanya i reina de França (1515-1524) pel seu matrimoni el 1514 amb Francesc I de França, rei de França;
- Renata de França (1510-1575), dama de Montargis, duquessa de Chartres (1528-?) - casada el 1528 amb Hèrcules II d'Este (1508-1559), duc de Ferrara, de Mòdena i de Reggio.[12]
- un fill sense nom (1508, mort el mateix 1508)
- un fill mort al néixer (1512)

## Sepultura

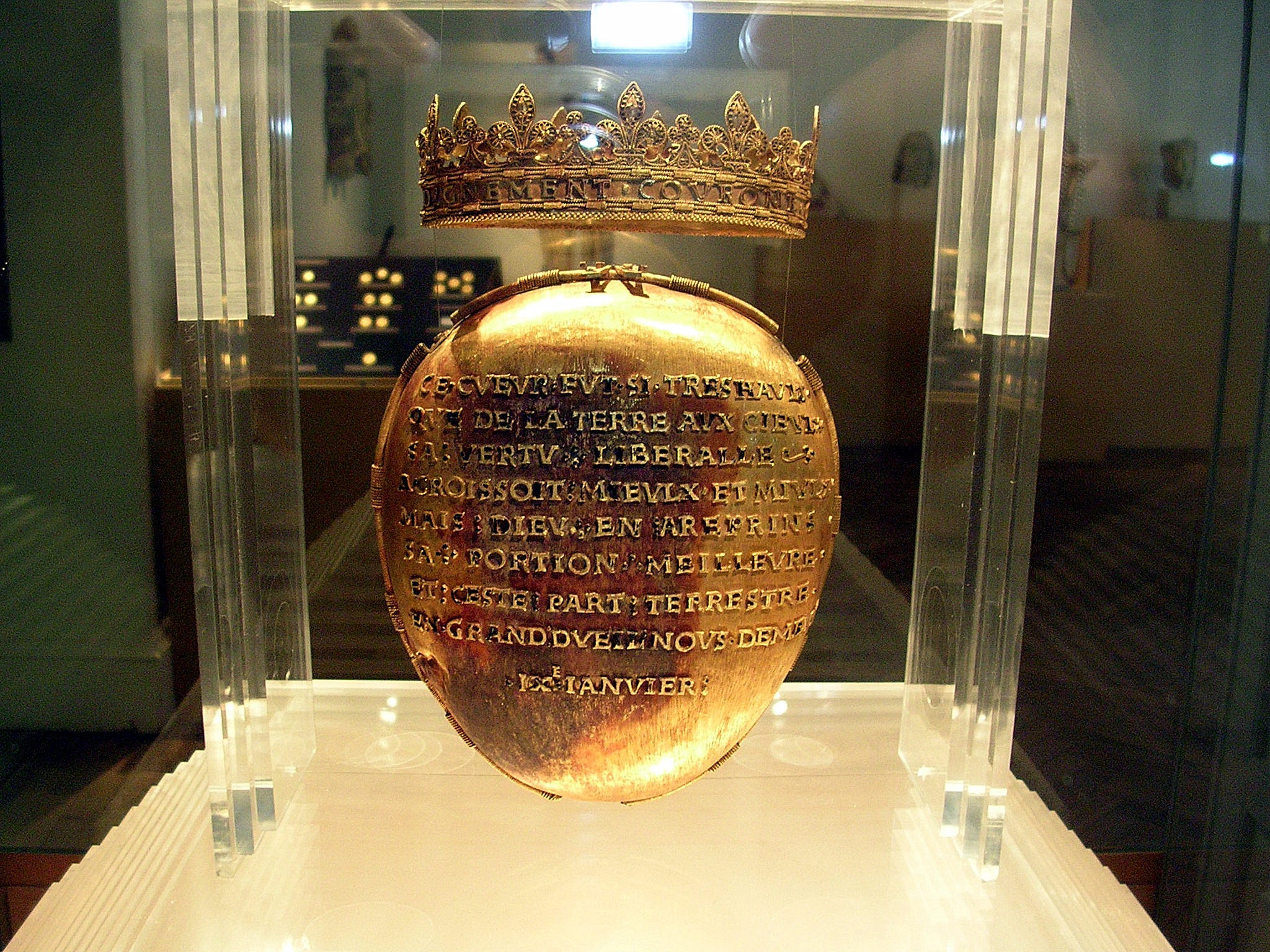
Reliquiari del cor d'Anne, Museu Dobrée, Nantes.

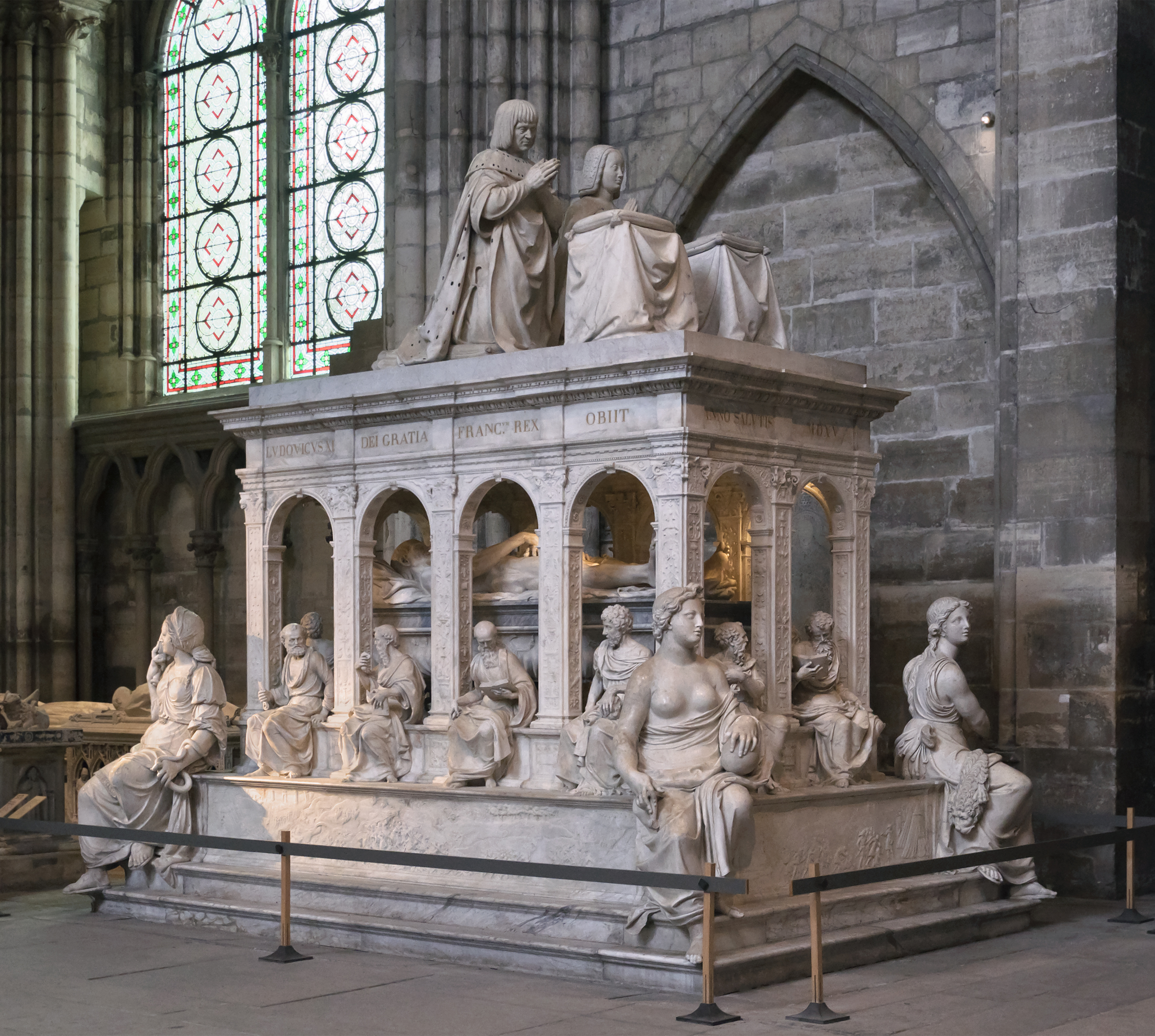
Tomba de Lluís XII de França i d'Anna de Bretanya a la basílica de Saint-Denis

En 1512 va donar a llum un fill que va néixer mort, quedant molt afeblida, amb una febre molt intensa que la va deixar a prop de morir durant dos dies. Es va recuperar, pe`ro finalment el 9 de gener 1514 va morir al castell de Blois.
La reina Anna de Bretanya fou inhumada a la basílica i necròpoli reial de Saint-Denis. El seu funeral fou d'una amplitud excepcional: va durar quaranta dies, i va inspirar tots els funerals reials fins al segle xviii.
Segons la seva voluntat, el seu cor fou col·locat en un reliquiari en or realçat d'esmalt i després transportat a Nantes en gran pompa per ser dipositat, el 19 de març de 1514, a la capella dels Carmelites, a la tomba de Francesc II de Bretanya que Anna havia fet construir per als seus pares, sent transferit més tard a la catedral de Sant Pere i sant Pau de Nantes.
El reliquiari del cor de la duquessa Anna de Bretagne és una capsa oval, bivalva, en xapa d'or repujada i adornada amb gravats, articulada per una frontissa, brodada d'un cordó d'or i coberta d'una corona de lliris i de trèvols. Aquest preciós objecte està envoltat d'inscripcions en lletres d'or realçades d'esmalt verd, blau i vermell, a la glòria del cor d'Anna. S'hi poden llegir aquestes inscripcions:
| Sobre una de les cares exteriors: | Sobre l'altre: |
| --- | --- |
| «En ce petit vaisseau De fin or pur et munde Repose ung plus grand cueur Que oncque dame eut au munde Anne fut le nom delle En France deux fois royne Duchesse des Bretons Royale et Souveraine. C M V XIII» | «Ce cueur fut si très hault Que de la terre aux cyeulx Sa vertu libérale Accroissoit mieulx Mais Dieu en a reprins Sa portion meilleure Et ceste terrestre En grand deuil nous demeur.» |
| Sobre el revestiment interior en esmalt blanc, es va gravar a un costat: | I a l'altre: |
| «O cueur caste et pudicque O juste et benoît cueur Cueur magnanime et franc De tout vice vainqueur.» | «Cueur digne entre tous De couronne céleste Ore est ton cler esprit Hord de paine et moleste.»                                                                                          |

Va ser executat per un orfebre anònim del tribunal de Blois, i potser dibuixat per Jean Perréal.
El 1792, per respondre a una instrucció de la Convenció Nacional, el reliquiari va ser exhumat, buidat, agafat i després, a títol de la col·lecta de metalls preciosos que pertanyien a les esglésies, enviat a la Moneda de Nantes per ser-hi fos. Transferit a La Moneda de París com a joia destacable, va ser dipositat al Gabinet de les medalles de la Biblioteca nacional. Va ser tornat a Nantes el 1819 als Museus departamentals del Loira Inferior (actualment Loira Atlàntic): primer al museu d'Arqueologia de l'Oratori a partir del 25 de juny de 1886, després al Museu Dobrée des del 18 d'abril de 1896, i en préstec al castell dels ducs de Bretanya el 2007, el temps d'una exposició sobre Anna.

## Els seus emblemes
Anne havia heretat dels seus predecessors els emblemes dinàstics bretons: ermini passant (de Joan V l'Anglòfil, ermini pla (de Joan III de Bretanya, cordó (de Francesc II de Bretanya.
Va fer ús també de la seva xifra, la carta A coronada, de la divisa Non mudera (no canviaré), i d'una forma particular del cordó patern, lligat en 8. Els seus emblemes van ser ajuntats a la decoració dels seus castells i manuscrits amb els dels seus marits: l'espasa en flames de Carles VIII i el porc espí per Lluís XII.
Es troba el seu blasó en nombrosos llocs on va passar o vinculat a les seves funcions (principalment de duquessa o de reina):
- el revestiment mural de la tomba a l'abadia de Solesmes, per Michel Colom, 1496;[14]
- vitrall de l'església d'Ervy-le-Châtel, 1515;[15]
- vitrall de la casa de la vila d'Étampes, 1853.[16]

## La seva biblioteca
La reina posseïa la seva pròpia biblioteca que contenia cinquanta obres sobre la religió, la moral, la història, etc..}. S'hi troben sobretot els Llibre d'hores (les Grans Hores, les Petites Hores, les Molt Petites Hores, les Hores, inacabades), la Vie de sainte Anne, les Vies des femmes célèbres del seu confessor Antoine Dufour, el Dialogue de vertu militaire et de jeunesse française. El Livre d'heures d'Anne de Bretagne, il·luminat per Jean Poyer, fou encarregat per Anna per a Carles-Orland, etc.
Una part venia dels seus pares. Ella mateixa en va encarregar alguns i altres li foren oferts. Finalment, els seus dos marits posseïen també nombroses obres (aproximadament un miler foren portats en resposta a la primera guerra d'itàlia).
Ella mateixa va deixar escrites nombroses cartes.
Les Grandes Heures d'Anne de Bretagne fou un llibre d'oracions comanditat per Anna de Bretanya a l'il·luminador Joan Bourdichon.

## Posteritat

### Representacions d'Anna de Bretanya

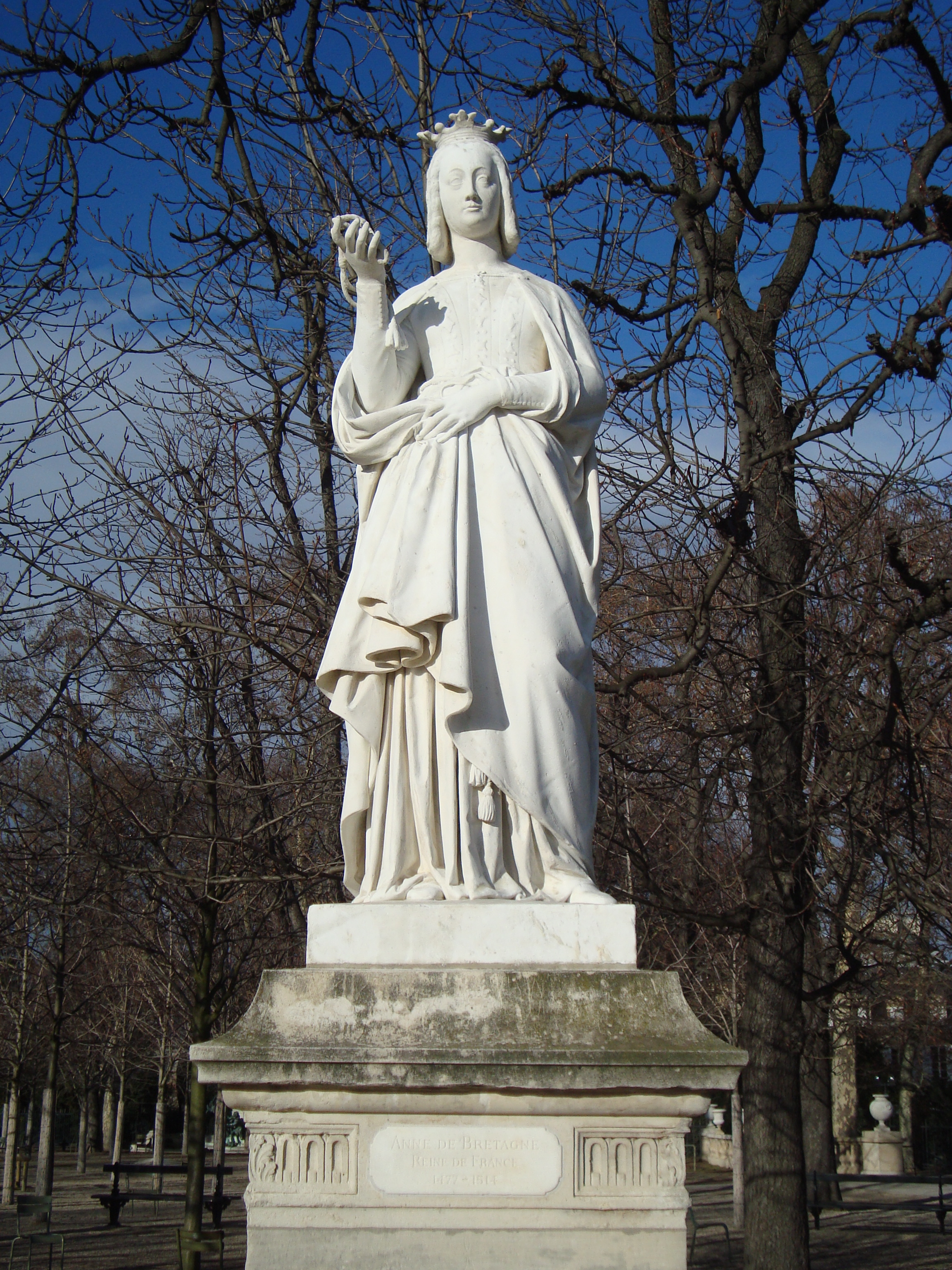
Estàtua d'Anna de Bretanya a la sèrie "Reines de França i dones Il·lustres" del Jardí de luxemburg a París (segle XIXe).

Mentre vivia la propaganda reial de Carles VIII i després de Lluís XII van presentar Anna de Bretanya com a reina perfecta, símbol de la unió i de la pau entre el regne de França i el ducat de Bretanya. L'Àustria de Maximilià, privada del matrimoni, va tenir una altra mirada sobre aquests esdeveniments. En el transcurs dels segles, els historiadors i l'imaginari popular han presentat una Anna de Bretanya de vegades diferent, atribuint-li actes o característiques físiques i psicològiques que no són necessàriament testificades per elements històrics.

### Altres referències a Anne de Bretagne
- Koc'h ki gwenn ha koc'h ki du, cançó de Gilles Servat que evoca la seva vida:
- Algunes línies en la cançó del grup Soldat Louis, C'est un pays
- Duchesse Anne, nom d'una cervesa produïda a Bretanya.
- El "Duchesse Anne" és un veler de tres mastelers amarrat en tant que vaixell museu al Port de Dunkerque.
- Anne de Bretagneés una òpera bretona d'Agnès Bove
- Si mort a mors, poema anònim datant del seu funeral, i reprès per Tria Yann. D'altres cançons del repertori del grup fan referència a la duquessa sobretot l'instrumental Anne de Bretagne de l'àlbum "Retrats" del 1995
- Anne de Bretagne òpera folk rock de l'autor-compositor nantès Alan Simon, del qual les dues primeres representacions van tenir lloc el 29 i 30 de juny de 2009 al castell dels ducs de Bretanya, a Nantes. Cécile Corbel hi va interpretar el paper d'Anna.[20]

El cinquè centenari del matrimoni d'Anna de Bretanya i de Carles VIII de França va ser celebrat el 1991 a Langeais.

### Popularitat d'Anna de Bretanya a Bretanya
Última duquessa de Bretagne i dues vegades reina de França, Anna de Bretanya és el personatge històric més popular de Bretanya si es posa a part a Sant Iu. Molts noms de carrers, llocs i edificis porten el seu nom:
- Les maisons d'Anne de Bretagne, a Guingamp, Morlaix, Saint-Malo i algunes altres ciutats, que suposadament van acollir la duquessa en el moment del seu Tro Breizh (Volta a Bretanya)
- Liceu Anne de Bretagne a Rennes, a Locminé
- Col·legi Anne de Bretagne a Saint-Herblain.
- Escoles
  - Escola Pública de la Duchesse Anne a Rennes.
- Carrers Anne de Bretagne o Duchesse Anne una mica arreu a Bretanya, però també a Langeais. Passeig de la Duchesse-Anne a Rennes.
- Festival Anne de Bretagne a Blain
- Hotels:
  - de la Duchesse-Anne a Nantes, Dinan, Ouessant
  - Anne de Bretagne a Saint-Malo, Rennes, La Plaine-sur-Mer, Vannes

Fora de Bretanya:
- a Blois
  - Banys de la Reina denominats també pavelló d'Anna de Bretanya, classificat com a monument històric de França)[21]
  - Hotel Anne de Bretagne
- Hotel de la Duchesse Anne a Langeais, Lourdes, a Mount Tremper (prop de Woodstock, Estat de Nova York Estats Units).
- Xocolateria La Duchesse Anne a Saumur
- Casa, carrer i centre comercial Anne de Bretagne a Lesneven on es va quedar alguns dies en el moment del seu pelegrinatge al Folgoet.
- Casa, fundada el 1947 a Montfort-l'Amaury, agència immobiliària: Agència de la Duchesse-Anne

### Llocs històrics
- El castell de Langeais a Turena, on a una peça del castell es posa en escena el matrimoni d'Anna de Bretanya i de Carles VIII.

- El castell dels ducs de Bretanya a Nantes, concebut com una fortalesa en el context de la lluita per a la independència del ducat de Bretanya. El sistema defensiu del castell està compost de set torres enllaçades per corredors i un camí de ronda. Des del començament dels anys 1990, la ciutat de Nantes ha posat en marxa un programa de restauració i d'arranjament de gran envergadura per posar en valor aquest indret patrimonial en ple centre de la ciutat, emblemàtic de la història de Nantes i de Bretanya. L'edifici restaurat acull el Museu d'història de Nantes instal·lat a 32 sales.

La hisenda del vescomtat dit « Le Bailliage » a Montreuil-l'Argillé (Eure) datant del segle XVe, que després de 1949 fou inscrit à l'inventari suplementari dels monuments històrics. El lloc hauria estat un pavelló de cacera propietat d'Anna de Bretanya i de Lluís XII.
- La Torre Ana de Bretanya, del sefle XV, construïda a Montfort-l'Amaury (Yvelines), classificada monument històric el 1862.[22]

### Anècdota
El 1505, la reina Anna va fer regal de tres corones de matrimoni:
- Una corona d'or a la col·legial de Guérande
- Una corona de plata parròquia de Saillé (municipi de Guérande)
- Una corona de bronze daurat a la parròquia de Trescallan (antiga parròquia de Guérande avui al municipi de La Turballe)

Aquesta última és classificada com a monument històric de França.